# Josep Reynés
Josep Reynés i Gurguí (Barcelona, 1850 - ibídem, 1926) fue un escultor español. Se dedicó principalmente a la decoración de interiores, caracterizándose por un virtuosismo anecdótico con cierto aire naturalista. También cultivó la escultura religiosa y funeraria.

## Biografía

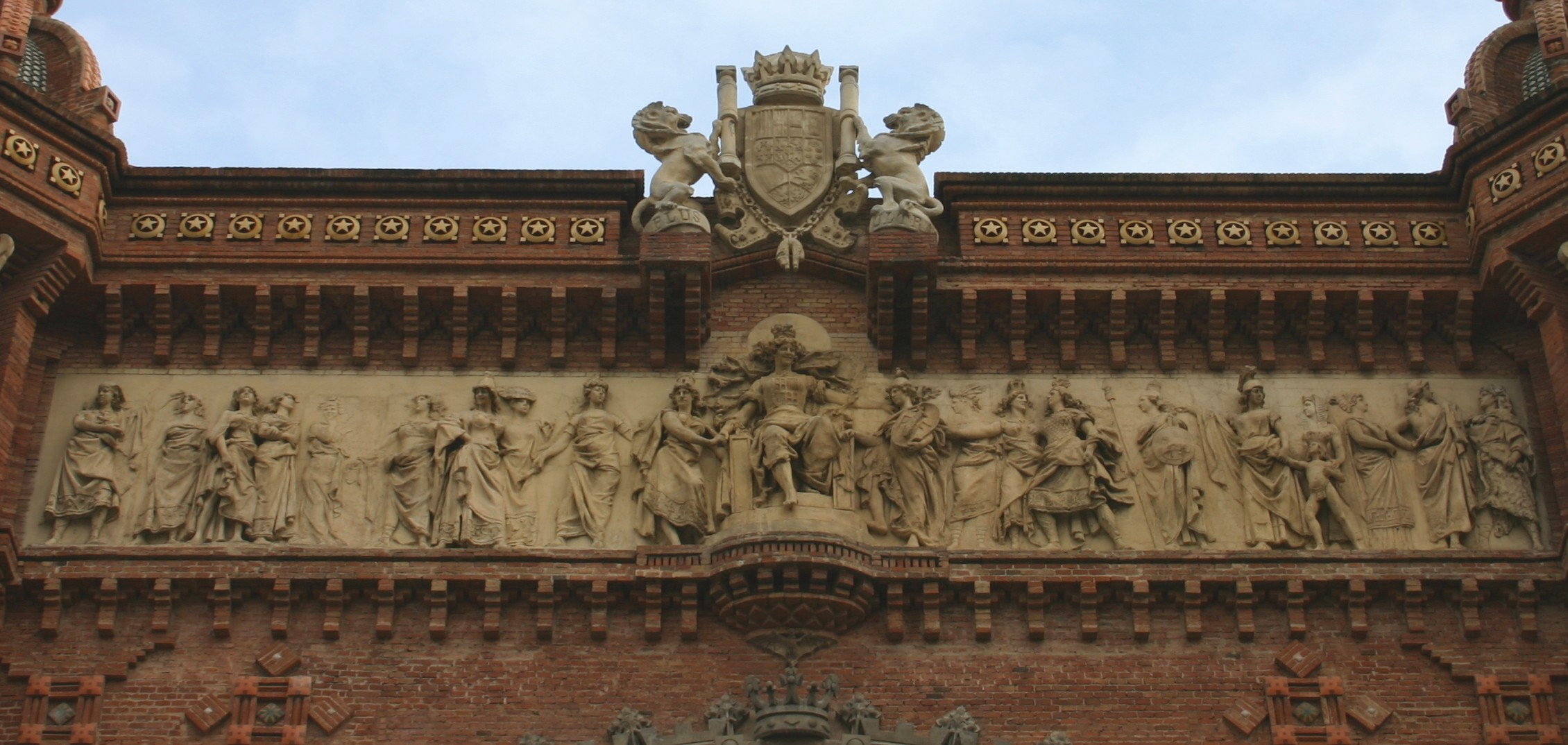
Adhesión de las Naciones al Concurso Universal. Barcelona recibiendo a las naciones, Arco de Triunfo de Barcelona (1888).

Formado en la Escuela de la Lonja con los hermanos Agapito y Venancio Vallmitjana, finalizó sus estudios en París (1873-1876), donde trabajó en el taller de Jean-Baptiste Carpeaux, de quien recibió la influencia del academicismo francés. En 1890 obtuvo la primera medalla en Madrid por La violinista.
Una de sus primeras obras de renombre fue la estatua de Roger de Lauria del Salón de San Juan (actual paseo de Lluís Companys), perteneciente a un conjunto de esculturas que representaban personajes ilustres de la historia de Cataluña (1884): Wifredo el Velloso (obra de Venancio Vallmitjana), Bernat Desclot (Manuel Fuxá), Rafael Casanova (Rossend Nobas), Ramon Berenguer I (Josep Llimona), Pere Albert (Antoni Vilanova), Antoni Viladomat (Torquat Tasso), Jaume Fabre (Pere Carbonell) y el Roger de Lauria de Reynés. En 1914 la estatua de Casanova fue trasladada a la ronda de San Pedro —esquina Alí Bey— y sustituida por otra dedicada a Pau Claris, obra de Rafael Atché. Durante la Guerra Civil seis estatuas fueron retiradas, y solo quedaron en su ubicación original las de Roger de Lauria y Antoni Viladomat; cinco fueron fundidas en 1950 para confeccionar la imagen de la Virgen de la Merced de la basílica homónima, mientras que la de Pau Claris, guardada en un almacén municipal, fue reinstaurada en 1977.
En 1888 formó parte del equipo de escultores que trabajó en la decoración del Arco de Triunfo erigido como entrada monumental a la Exposición Universal de 1888. Reynés fue el encargado de ejecutar el relieve titulado Adhesión de las Naciones al Concurso Universal. Barcelona recibiendo a las naciones, el friso principal del arco, en que la ciudad de Barcelona recibe a las naciones participantes en la Exposición.

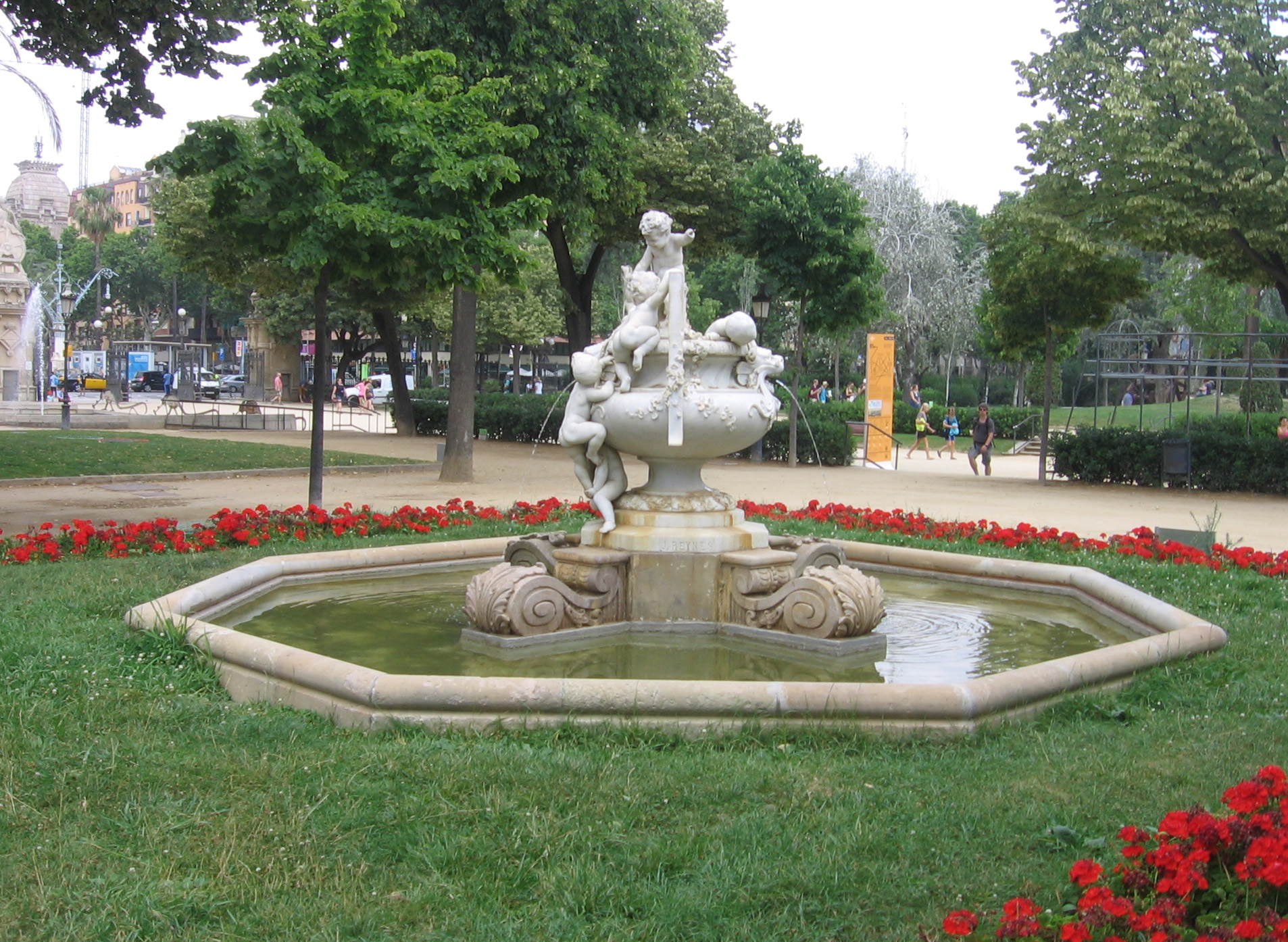
Fuente de los Niños, parque de la Ciudadela, Barcelona.

Una de sus obras más celebradas fue la Fuente de los Niños (o Jarrón con niños), en el parque de la Ciudadela (1893), una fuente escultórica de mármol situada en un estanque de forma octogonal, donde se alza un gran jarrón sobre el que suben unos niños, obra de un gran dinamismo y minuciosidad de detalles, en que el autor supo dar a los niños una gran variedad de gestos y expresiones, con un vivo realismo tanto en el movimiento de las figuras como en el trabajo anatómico de los infantes.
En Sitges elaboró en 1898 el Monumento a El Greco, en que la figura del pintor se encuentra de pie sobre un pedestal, con una paleta en la mano izquierda y un pincel en la derecha, una obra de estilo modernista. También en Sitges realizó en 1907 el Monumento al Doctor Robert, dedicado al que fuera alcalde de Barcelona e hijo predilecto de Sitges, Bartolomé Robert, que está representado sentado sobre un pedestal, en actitud reflexiva.
Fue autor de diversas obras escultóricas en nichos y panteones del cementerio de Montjuic, como el panteón Salvador Bonaplata (1886), un mausoleo de estilo ecléctico compuesto de una capilla sobre la que se alza un obelisco que sostiene una figura alegórica de la Religión; el panteón Carles Godó (1899), una capilla neogótica decorada con esculturas situadas en hornacinas en los laterales, que representan la Fe y la Esperanza, y un frontón ojival en la fachada principal con una escena de la Ascensión de Jesucristo; y el panteón Gener-Seycher (1902-1906), una capilla neogótica rematada por una cruz de bronce, con unas esculturas femeninas a los lados, bajo dosel, de estilo realista.
En 1915 fue autor de diversos bustos ornamentales para la fachada del palacio del Parlamento de Cataluña, como los de Manuel Tramulles y Antoni Viladomat.
Otras obras suyas son: las estatuas de los pintores Mariano Fortuny y Eduardo Rosales en el taller-templo de los hermanos Masriera (1884), ya desaparecidas; un busto en bronce de Cervantes en la Biblioteca de Cataluña (1885); la estatua ecuestre de María Cristina de Habsburgo (1891, MNAC); y La Ascensión de Jesús para el Segundo Misterio de Gloria del Rosario Monumental de Montserrat (1903). Tiene diversas obras expuestas en la sala V del Museo Nacional de Arte de Cataluña.

## Galería

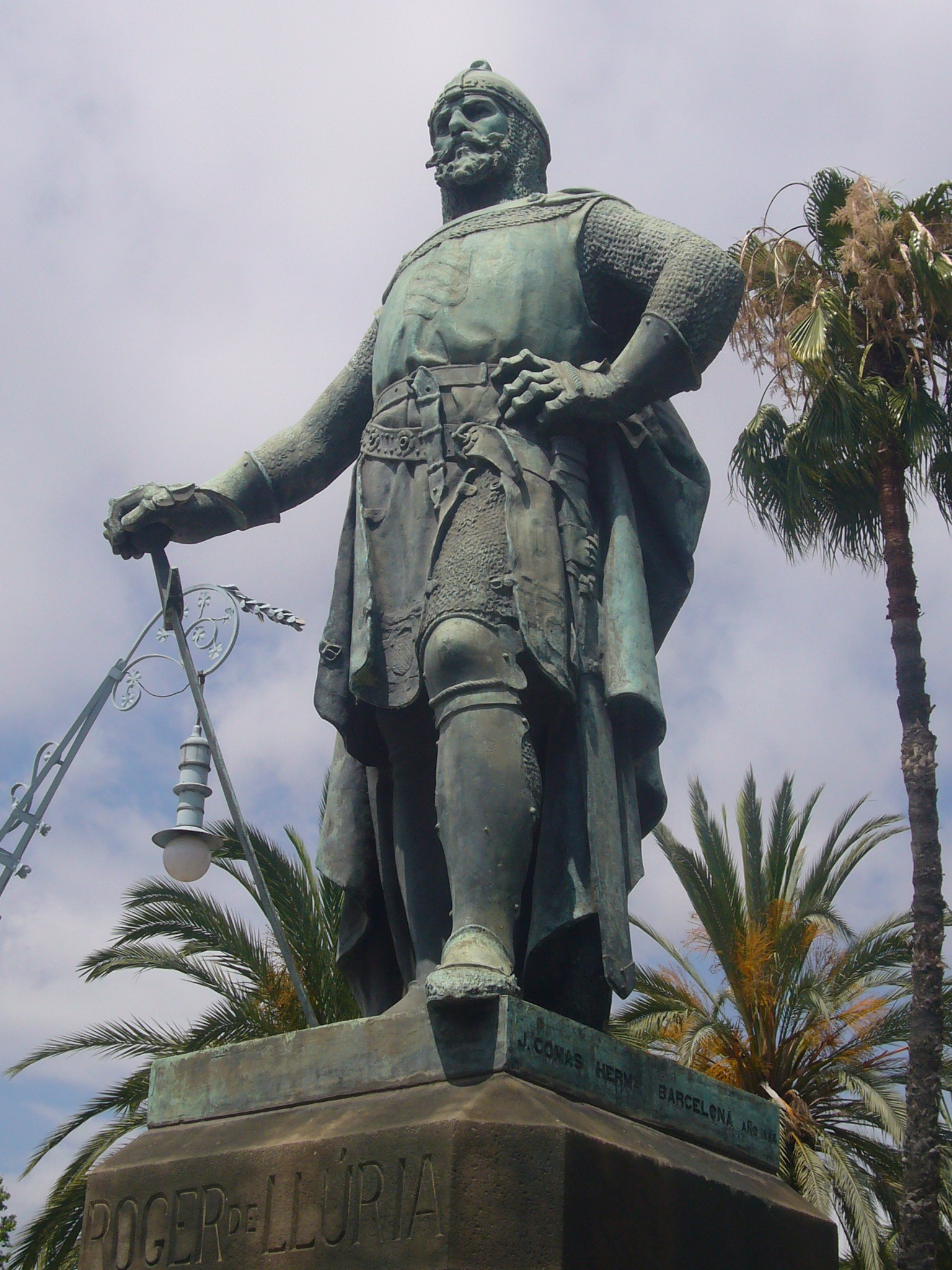
Monumento a Roger de Lauria (1884), Barcelona.
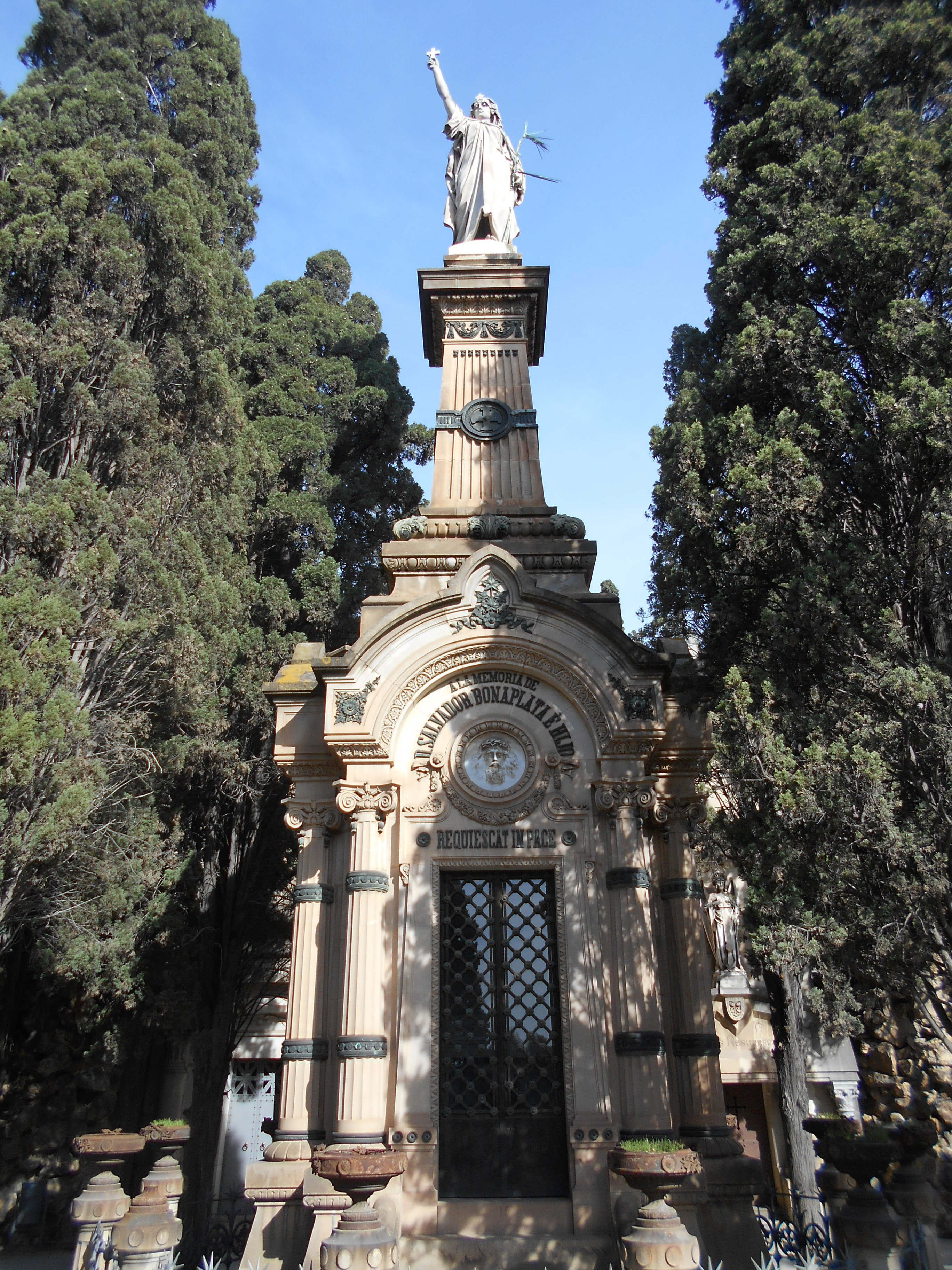
Panteón Bonaplata (1886), cementerio de Montjuic.
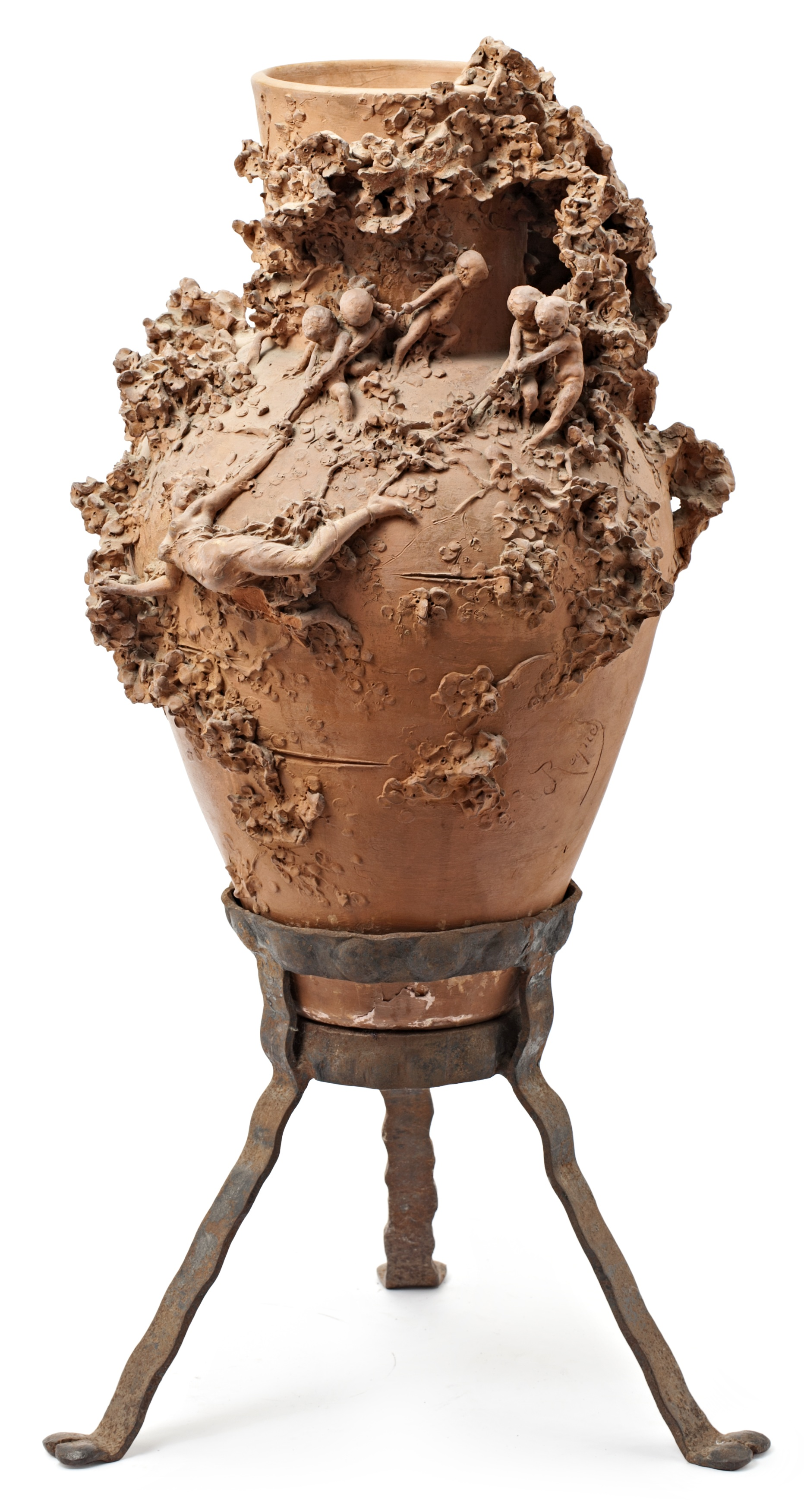
Jarrón con ninfa y amorcillos (1888).
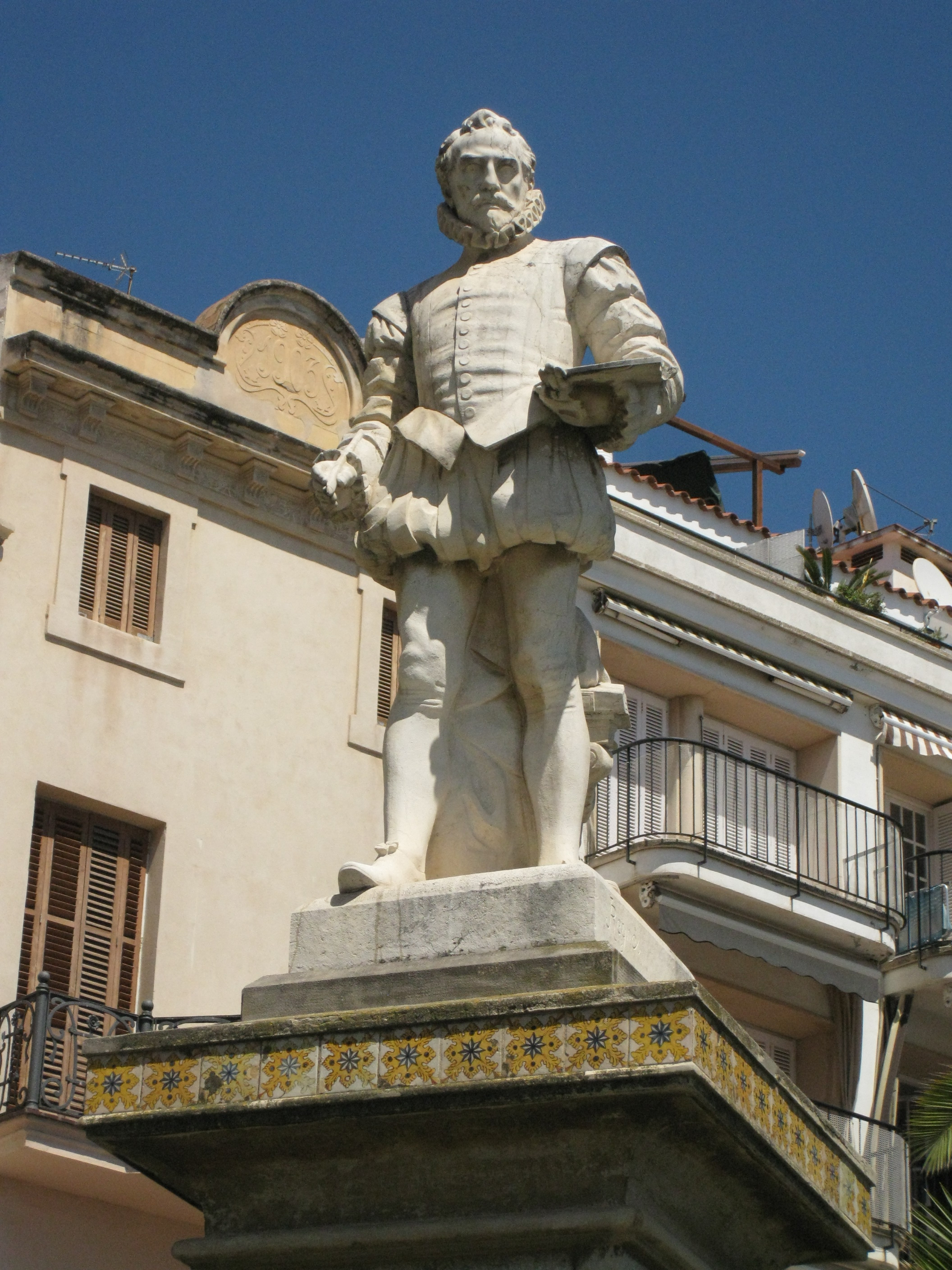
Monumento a El Greco (1898), Sitges.
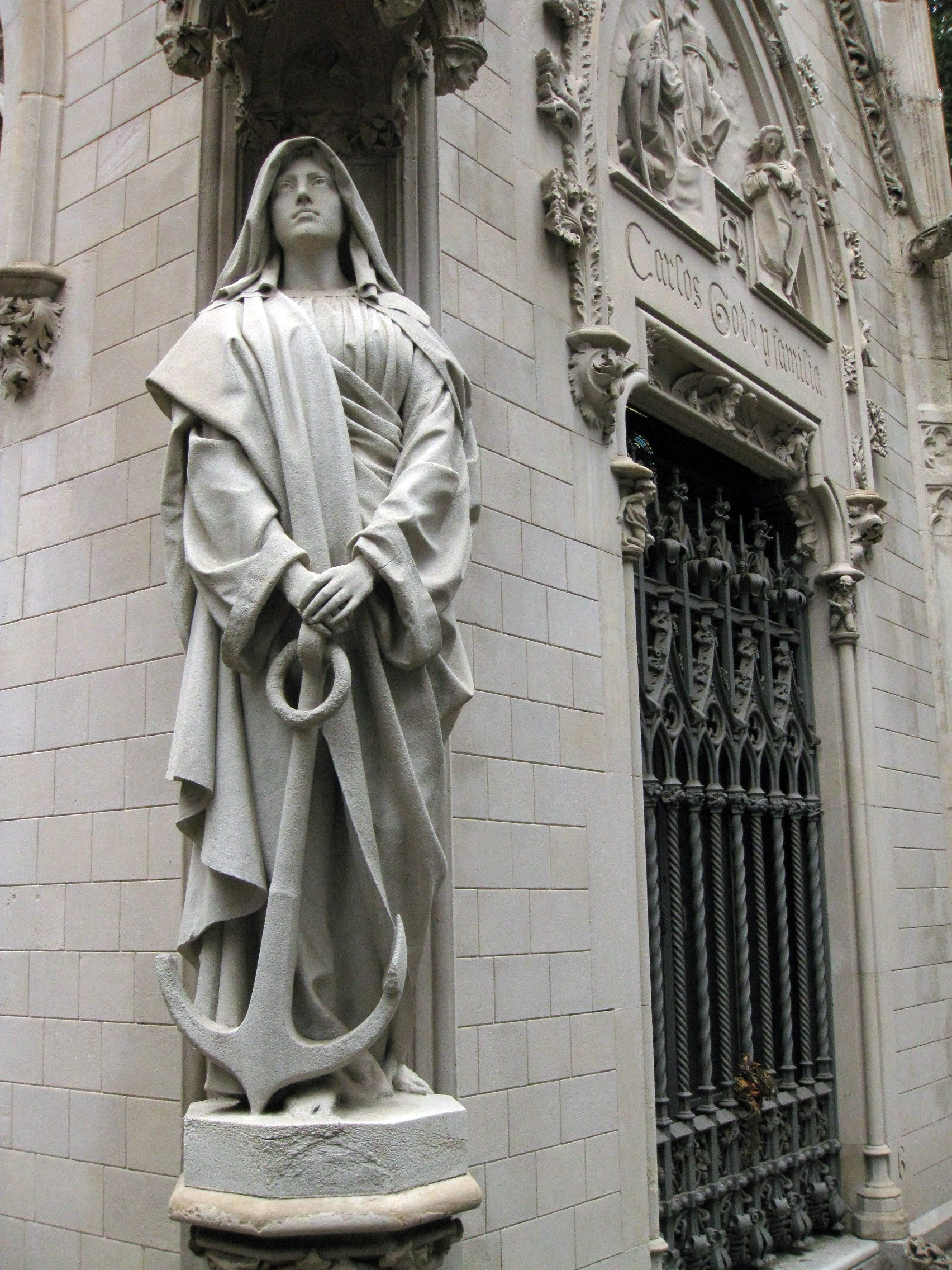
Panteón de Carles Godó (1899), cementerio de Montjuic.
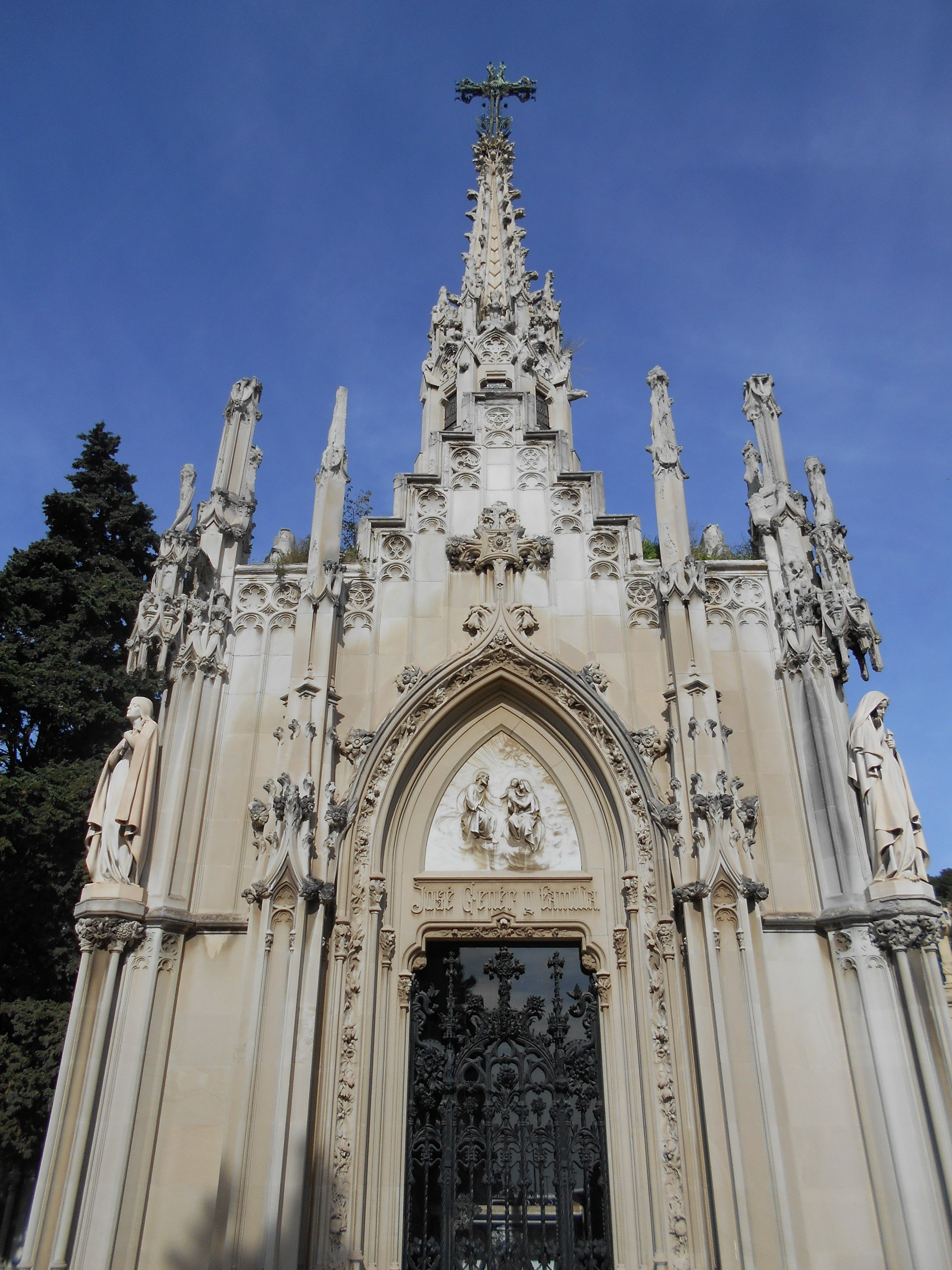
Panteón Gener-Seycher (1902-1906), cementerio de Montjuic.
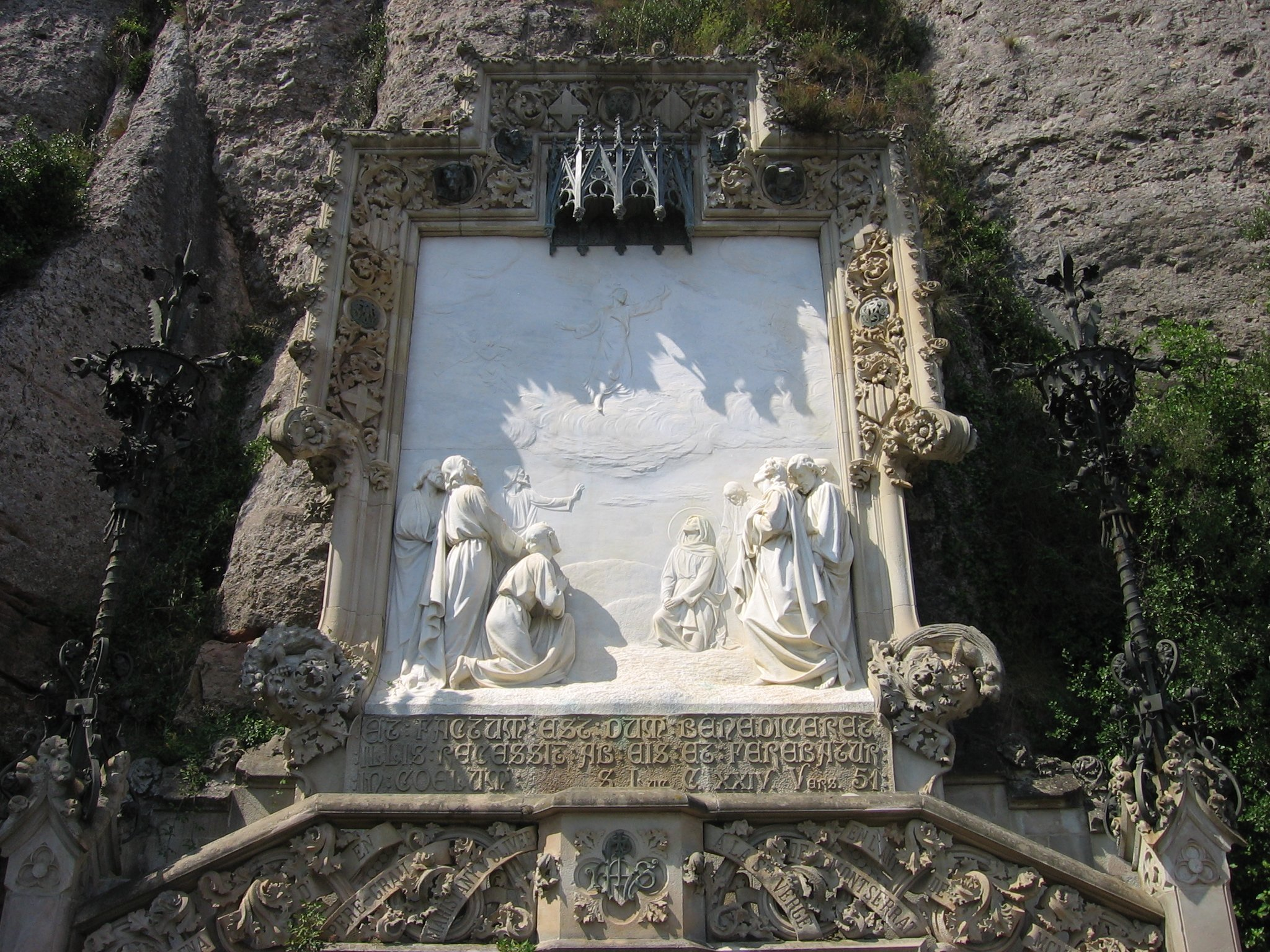
Segundo Misterio de Gloria: La Ascensión de Jesús (1903), Rosario Monumental de Montserrat.
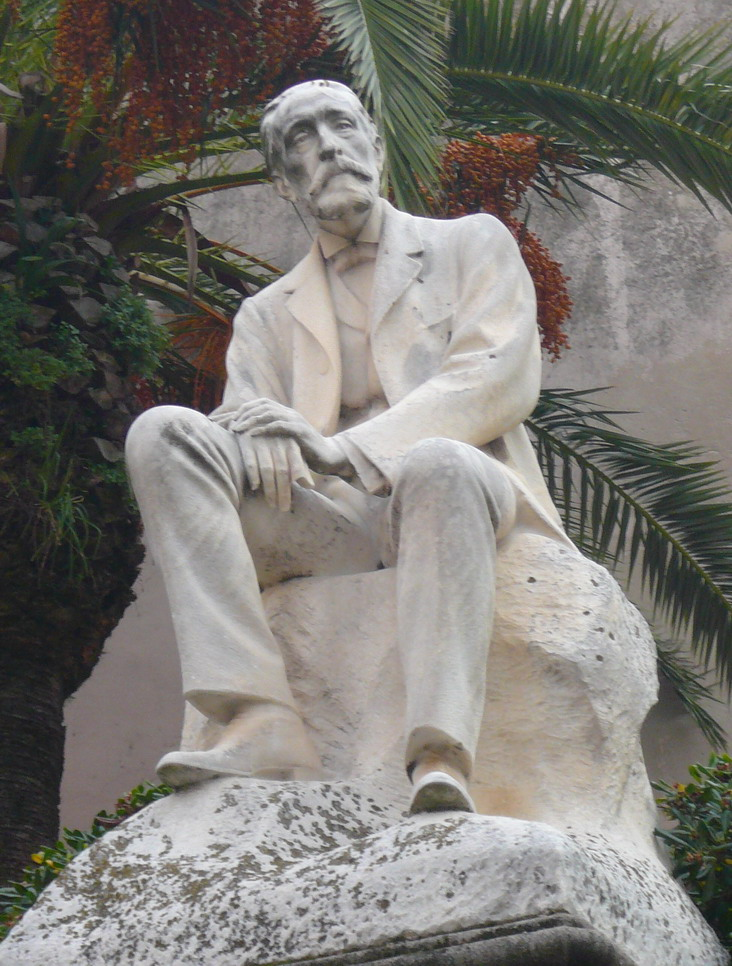
Monumento al Doctor Robert (1907), Sitges.
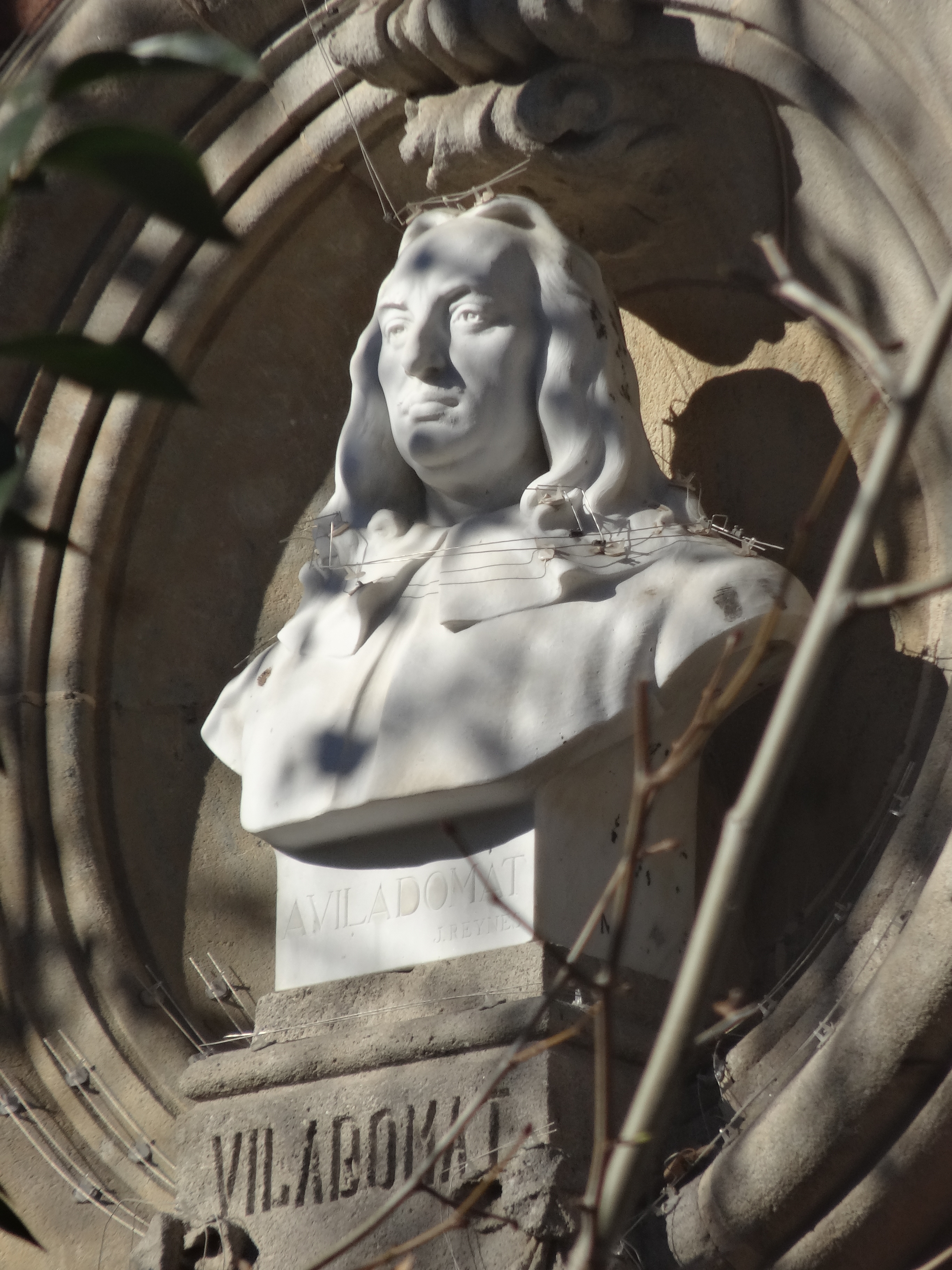
Busto de Antoni Viladomat (1915), palacio del Parlamento de Cataluña.